# Ломака Володимир Васильович
Володимир Васильович Ломака (*28 липня 1946 с. Верхосулка, Білопільський район, Сумська область — † 5 травня 2005 м. Суми) — український художник, громадський діяч. 

## Життєпис

### Виховання
Народився у селянській багатодітній родині. Батько фронтовик помер у 1946 році. Виховувався у дитячому інтернаті в Лубнах.

### Навчання
Закінчив студію образотворчого мистецтва при Сумському обласному науково-методичному центрі. Закінчив Київський державний університет театрального мистецтва ім. Карпенка-Карого за спеціальністю «режисура». 

### Громадське життя
Все життя займався самоосвітою. Досконало вивчив історію України. Від 1992 р  —  член «Просвіти». Розробляв українську національну символіку, створив галерею видатних людей України. 
У 2004 активний учасник Помаранчевої революції у Сумах. 

### Творчість
Працював художником-оформлювачем. Любов до книги привела до екслібрису. Перші книжкові знаки створені під впливом «Майстра і Маргарити» Булгакова. Протягом 14 років виконав понад 500 графічних мініатюр, з них 327 екслібрисів і більше 150 гравюр. Під впливом етнографічних і фольклорних замальовок Дмитра Яворницького митець «воскресив» усі 13 «героїв». Завдяки властивій художнику іронічній манері усі персонажі набули рис національного характеру, органічно вписалися в природне середовище, створили народний епос. 
У доробку художника  — сотні графічних робіт, серед яких – оригінальні гравюри за мотивами творів Т. Шевченка, «Пропалої грамоти» М. Гоголя, «Лиса Микити» І. Франка, «Ями» О. Купріна. 
Займався живописом, ліпленням, різьбою.

### Художній доробок, виставки
Брав участь у багатьох міжнародних виставках та конкурсах в Англії, Бельгії, Болгарії, Чехословаччині, Швейцарії, Литві, Росії. Зайняв третє місце в конкурсі, що проходив в Італії «Релігій багато  —  Бог один». 
У Данії видано каталог, в якому серед робіт 29 екслібристів України представлено найкращі твори В. Ломаки. 
Залишив після себе більше 1000 графічних робіт.

### Хвороба і смерть
Помер від запалення легень, застудившись на Помаранчевій революції. Лікарі вчасно не змогли встановити діагноз. 